# Cantéyodjâya
Cantéyodjâya è una composizione per pianoforte del compositore francese Olivier Messiaen composta composto durante i corsi musicali di Tanglewood nel luglio e agosto 1949. È ispirata ai ritmi della musica indiana.

## Genesi dell'opera e prima esecuzione
Composta a Tanglewood tra il luglio e agosto 1948, venne presentata in prima esecuzione il 23 febbraio 1954 al teatro Marigny di Parigi durante un concerto organizzato dai Domaine musical. L'esecuzione della prima fu affidata a Yvonne Loriod, moglie del compositore.

## Analisi e struttura dell'opera
La composizione si ispira alla musica indiana, più precisamente alla musica carnatica. 
Si struttura in forma di due rondò parzialmente sovrapposti organizzati in ventisette brevi sequenze, generalmente indicate con un titolo indiano ispirato dal trattato Sangita Ratnakara di Sarangadeva, musicologo indiano del XIII secolo. La scrittura alterna sequenze melodiche (alba, linéacourbârasa...) ad altre puramente ritmiche (globouladjhamapâ) e infine ad altre ancora di ricerca timbrica (le prime battute di plisséghoucorbélinâ) che evocano direttamente il suono dei tabla.
Il titolo dell'opera è quello della prima sequenza, ovvero delle prime due battute del primo rondò, che ricorre frammisto ad altro materiale musicale per la durata di tutta la composizione, di circa 12 minuti.

## Discografia
- Roger Muraro, concerto dal vivo, 2001, Accord
- Martin Zehn, Arte Nova
- Olivier Messiaen e Yvonne Loriod, disco ADES